# Gerard II van Horne
Gerard II van Horne (ca. 1320 - 26 september 1345) was een middeleeuws edelman. Hij was een zoon van Willem IV van Horne en Oda van Putten en Strijen. Tijdens het leven van zijn vader was hij al heer van Heeze en Leende. Na de dood van zijn vader erfde hij de heerlijkheden Horn, en Altena. Hij was ook heer in Weert, Nederweert, Wessem, Kortessem en Gaasbeek.
Gerard sneuvelde in de Slag bij Stavoren. Hij liet geen wettige kinderen na. Na zijn dood kwamen de heerlijke rechten in bezit van zijn zuster Johanna van Horne.
Op zijn dood werd het volgende vers gemaakt:
Den beste here set ic voren

Hij droegh gout, van keel III horen

Van silver waren si gebonden.

Manlijkc sach men tallen stonden

Als hem last op quam oft nood

Dies is ter Vriesen bleven doot
of, in modern Nederlands vertaald:

De beste ridder noem ik het eerst

Hij droeg een gouden wapen met drie rode hoorns

waaraan zilveren koorden waren geknoopt

Hij was altijd dapper

als hij in moeilijkheden kwam

Deze man nu, is gesneuveld in Friesland
We zien hierin een verwijzing naar het wapen van het huis Horne, dat drie rode hoorns draagt.